# Areceae
Areceae, tribus palmi, dio potporodice Arecoideae. Sastoji se od 11 imenovanih podtribusa.
Tipičan rod Areca raširen je po tropskoj i suptropskoj Aziji, a pripada mu četrdesetak vrsta, od kojih je tipična Areca catechu.

## Podtribusi
1. Pelagodoxinae ined.
2. Manicariinae Griseb.
3. Iguanurinae Benth. & Hook. f.
4. Arecinae Engl.
5. Dypsidinae Becc.
6. Linospadicinae Hook. f.
7. Ptychospermatinae Benth. & Hook. f.
8. Euterpinae Griseb.
9. Archontophoenicinae J. Dransf. & N.W.Uhl
10. Basseliniinae J. Dransf., N.W. Uhl, C. Asmussen, W.J. Baker, M.M. Harley & C. Lewis
11. Carpoxylinae J.Dransf., N.W.Uhl, C.Asmussen, W.J.Baker, M.M.Harley & C.Lewis
12. Clinospermatinae J.Dransf., N.W.Uhl, C.Asmussen, W.J.Baker, M.M.Harley & C.Lewis
13. Oncospermatinae Hook.f.
14. Rhopalostylidinae J. Dransf., N.W. Uhl, C. Asmussen, W.J. Baker, M.M. Harley & C. Lewis
15. Verschaffeltiinae J. Dransf., N.W. Uhl, C. Asmussen, W.J. Baker, M.M. Harley & C. Lewis